# Districtul Detva

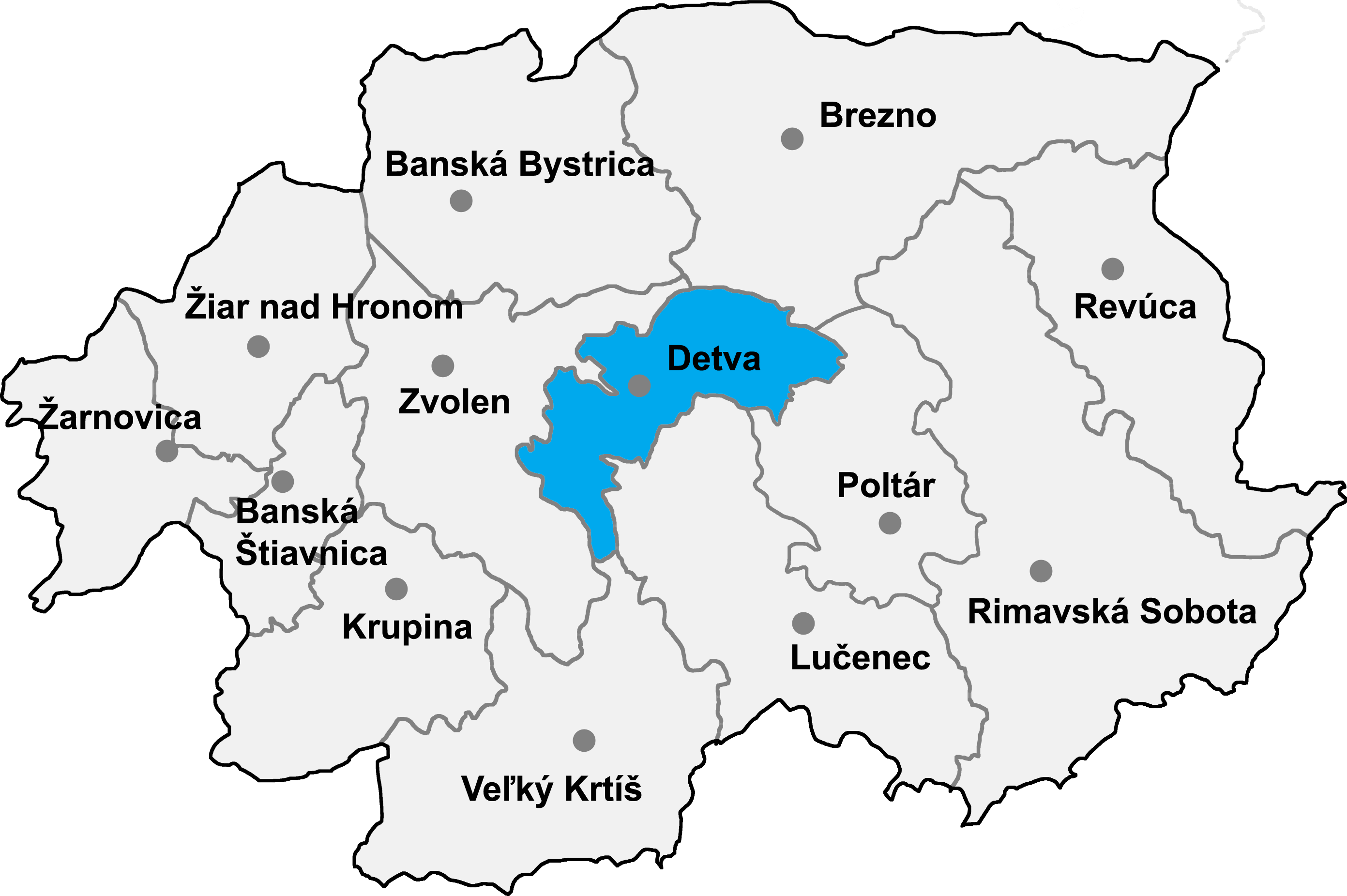
Districtul Detva

Districtul Detva (okres Detva) este un district în Regiunea Banská Bystrica din Slovacia centrală.

## Demografie
| An:                | 1994   | 2004   | 2014   | 2024   |
| ------------------ | ------ | ------ | ------ | ------ |
| Număr de persoane: | 34.200 | 33.173 | 32.632 | 30.380 |
| Diferență:         |        | −3,00% | −1,63% | −6,90% |

| An:                | 2023   | 2024   |
| ------------------ | ------ | ------ |
| Număr de persoane: | 30.562 | 30.380 |
| Diferență:         |        | −0,59% |

## Comune
- Detva
- Detvianska Huta
- Dúbravy
- Horný Tisovník
- Hriňová
- Klokoč
- Korytárky
- KriváňKriváň
- Látky
- Podkriváň
- Slatinské Lazy
- Stará Huta
- Stožok
- Vígľaš
- Vígľašská Huta-Kalinka